# 宇都宮則綱
宇都宮 則綱（うつのみや のりつな、慶長2年（1597年） - 慶長14年3月21日（1609年4月25日））は、下野国の武将。宇都宮国綱の次男。母は興野隆広の娘。別名弥四郎。

## 略歴
則綱は、宇都宮国綱の次男で、母親は、兄の義綱とは異なり、那須の興野氏出身の側室であり庶子であった。しかも、生まれた年の慶長2年（1597年）10月13日に宇都宮氏は改易されたため、国綱からは離され、母親の実家である那須の興野（現・那須烏山市興野）に移り住んだ。この際、宇都宮家の家臣であった川上通正（あるいは川上通茂）や君島永胤などが則綱に従った。
しかし、父国綱が没した翌年、その後を追うように慶長14年（1609年）3月21日、13歳という若さで早世する。